# Igor Soares
Igor Soares Ebert (Curitiba, 20 de junho de 1981) é um político brasileiro filiado ao Podemos (PODE). Foi vereador em Itapevi (2008–2012), deputado estadual por São Paulo (2015–2016) e prefeito da cidade de Itapevi (2017–2024).

## Carreira política
A carreira política de Igor Soares começou em 2004, aos 23 anos. Por trabalhar e viver no município, Igor tinha contato direto com as  aflições e problemas enfrentados pela população. Foi quando resolveu se colocar à disposição da população, já que a cidade carecia de novos nomes na política. Foi candidato pela primeira vez neste ano, sendo o vereador mais votado pelo PPS, com 1.085 votos.
Em 2008, pelo Partido Progressista (PP), foi eleito como o terceiro vereador mais votado da história de Itapevi, com 3.371 votos.
Em 2009, foi Presidente da Comissão de Orçamento e Finanças, responsável pelos pareceres sobre os orçamentos municipais. Foi membro participante de todas as comissões permanentes da Casa. Foi eleito vice-presidente do Legislativo para o biênio 2011/2012.
Em 2012, integrou como candidato a vice-prefeito da coligação Itapevi Pode Mais, que obteve 40.129 votos, enquanto que a coligação vitoriosa obteve 44.553 votos.
Em 2013, se filiou ao Partido Trabalhista Nacional (PTN). Logo em seguida, Igor Soares assumiu o posto de vice-presidente estadual do PTN e com Renata Abreu, presidente estadual da sigla, reuniu parceiros para disputar as eleições em 2014. Com outros partidos, formou-se a coligação Projeto Vitória, que elegeu Renata como federal, ao receber 86.647 votos, e Igor como estadual, com 46.786 votos.
Em 2016, se candidatou a Prefeito de Itapevi pela coligação Coragem Para Mudar e foi eleito com 68.942 votos, num total de 66,39% dos votos válidos. Atualmente, Igor é um dos dirigentes nacionais do partido.
No ano de 2020, se candidatou à reeleição para a prefeitura de Itapevi e conquistou com a porcentagem de 98% dos votos, a maior do Brasil nestas eleições.
Em 2024 deixou a Prefeitura com uma das maiores aprovações de governo do Brasil, de acordo com pesquisa IPEC.